# 八八艦隊
1905年5月27日，在日俄战争中，东乡平八郎率日本海军联合舰队歼灭了俄罗斯帝国海军由波罗的海舰队拼凑而成的第二太平洋舰队，一举确立了日本“海军强国”的地位。从此，大舰巨炮便成了海军的传统，日本海军在日俄战争之前的六六舰队基础上规划的八八舰队便随之出笼，是以八艘战列舰和八艘裝甲巡洋舰组成，是日本海军以主力军舰为核心的海军扩充计划，其宗旨是组成强大的海军力量与敌对决。

## 概要
1907年（明治40年）、因日本帝國國防方針於當年年度初期決定「國防所要兵力」而確立。
第一次世界大戰結束後，因1921年华盛顿海军条约起草，要求軍備限制，而胎死腹中。

## 六六舰队和最初的八八舰队方案

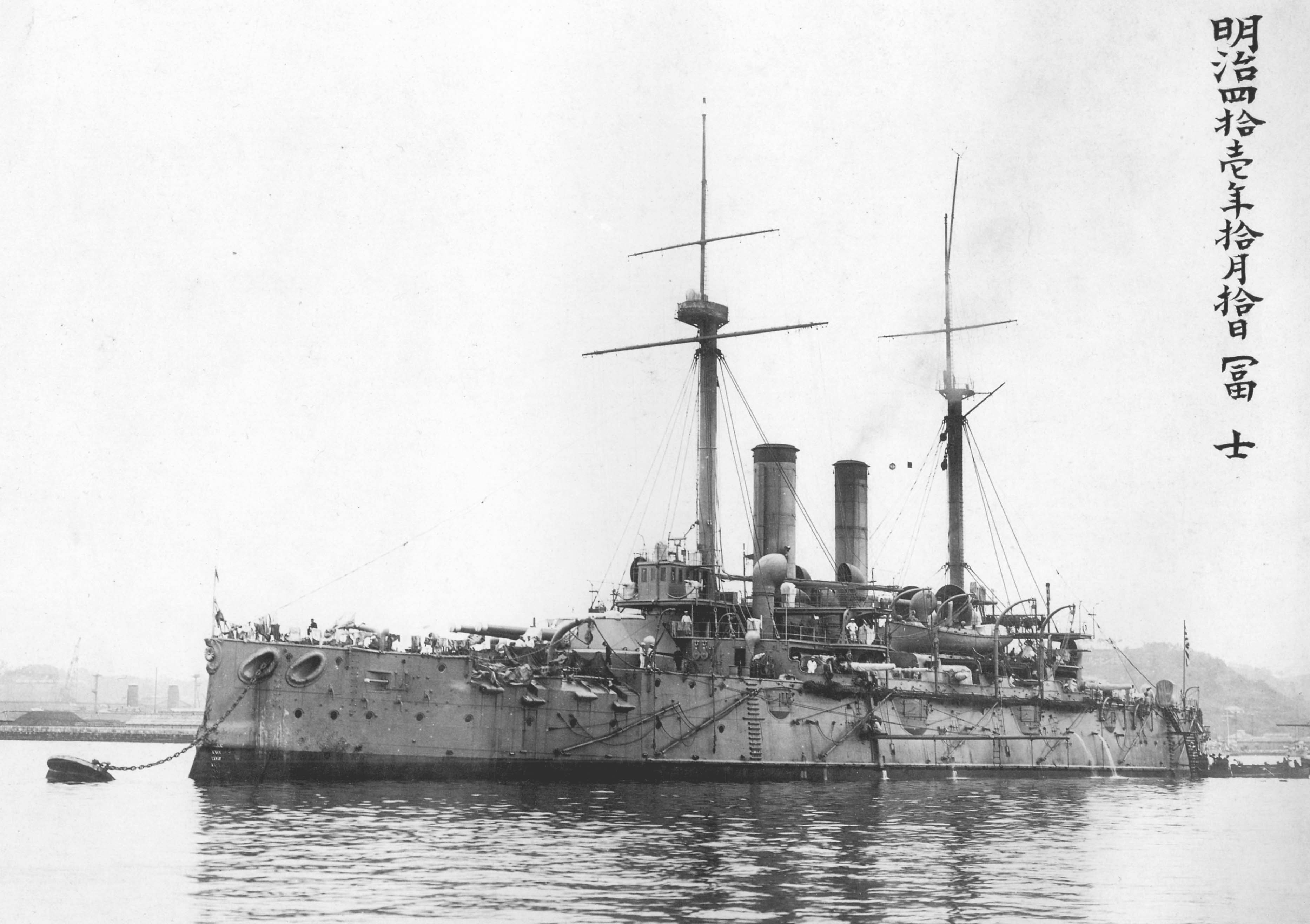
富士号战列舰，日本从英国订购的第一艘近代战列舰

中日甲午战争结束后，由于三国干涉还辽事件，日本自签订马关条约后开始了为期10年的“卧薪尝胆”阶段，针对远东的俄、法、德海军力量进行扩张，主要假想敌为俄国太平洋分舰队。经过1895年和1896年的两次增调，俄国太平洋舰队的实力为战列舰1艘、一级巡洋舰7艘、二级巡洋舰3艘、鱼雷巡洋舰2艘、炮舰6艘、雷击舰7艘、鱼雷艇3艘，总计13.4万吨，再加上法德两国的远东舰队，总吨位达21万吨。而当时的日本海军主力战舰僅有“三景舰”松岛、严岛、桥立和镇远号铁甲舰，总吨位不过9万吨，与三国相比居于劣势。为了扭转这一局面，海军舰政局长佐双左仲在1896年提出了后来被称为“六六舰队”方案的《海军发展10年规划》，即以海军建设费新购6艘战列舰和6艘装甲巡洋舰，以此为核心，使日本海军的主力舰吨位达到13万吨，再加上辅助舰艇，日本海军的实力将超过远东地区其他国家海军力量的总和。此时日本已经有两艘新订造的战列舰从英国抵达日本，即“富士”号和“八岛”号，如果要完成“六六舰队”的构想，日本还需要再采购4艘战列舰、6艘装甲巡洋舰。
“六六舰队”的海军扩建费被均摊到两年的预算支出中，分别以“第一期海军扩张费”（1896年）和“第二期海军扩张费”（1897年）的名义得到日本国会的批准，其总额为2.13亿日元，其中1.395亿日元造舰费来自甲午战争后的中国赔款，其余部分包括对清军备扩张时代海军扩张费用的延续（已订购的富士、八岛等舰，以及“水雷战舰艇发展基金”）和1905年后增加的若干笔小额补充拨款。除了12艘主力舰外，“六六舰队”计划还包括10艘轻巡洋舰、37艘雷击舰及鱼雷艇和众多辅助舰艇，整个计划中新建和外购的军舰达103艘，合计排水量达153,000吨。

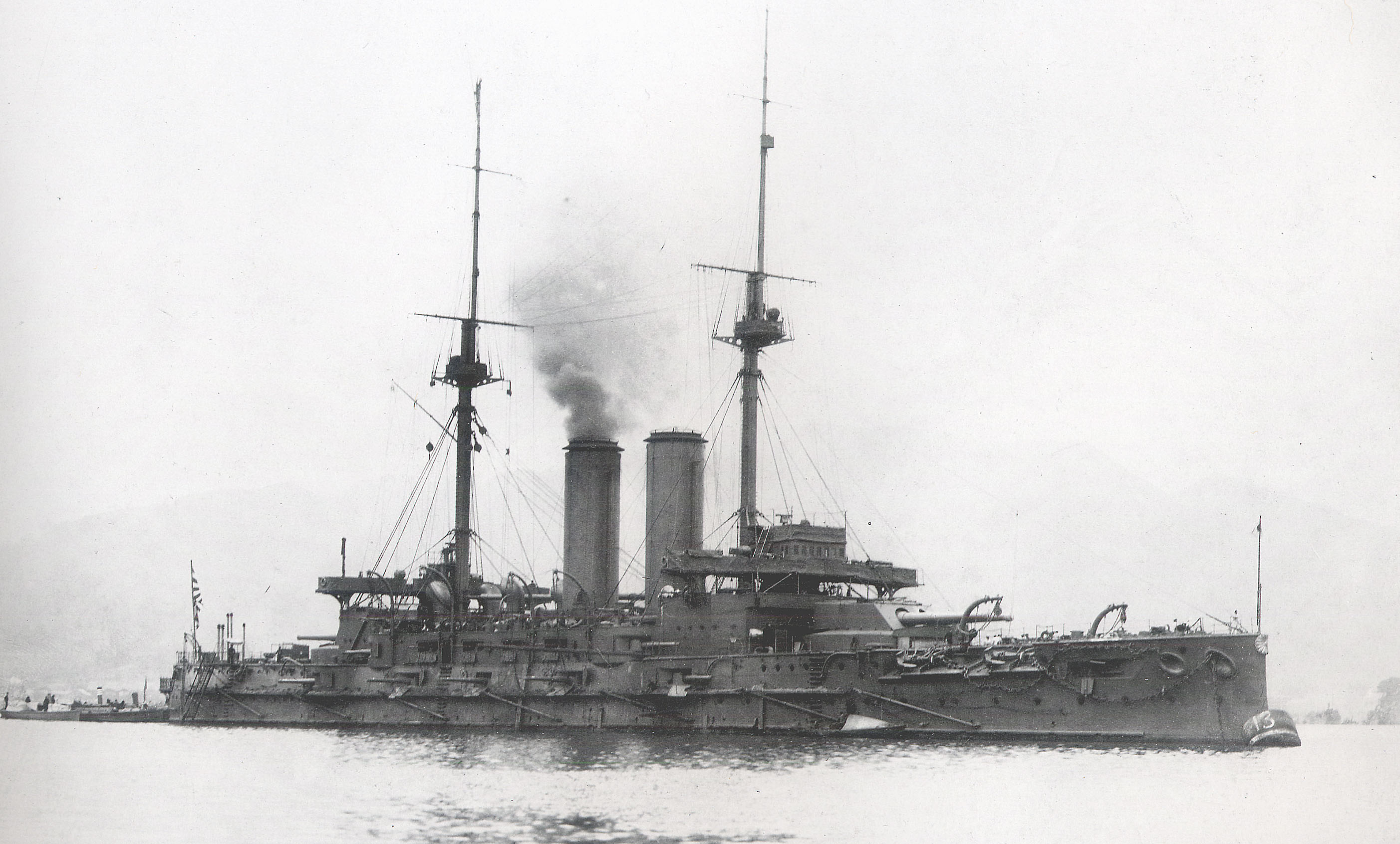
三笠号战列舰，日俄战争时为联合舰队司令东乡平八郎的旗舰

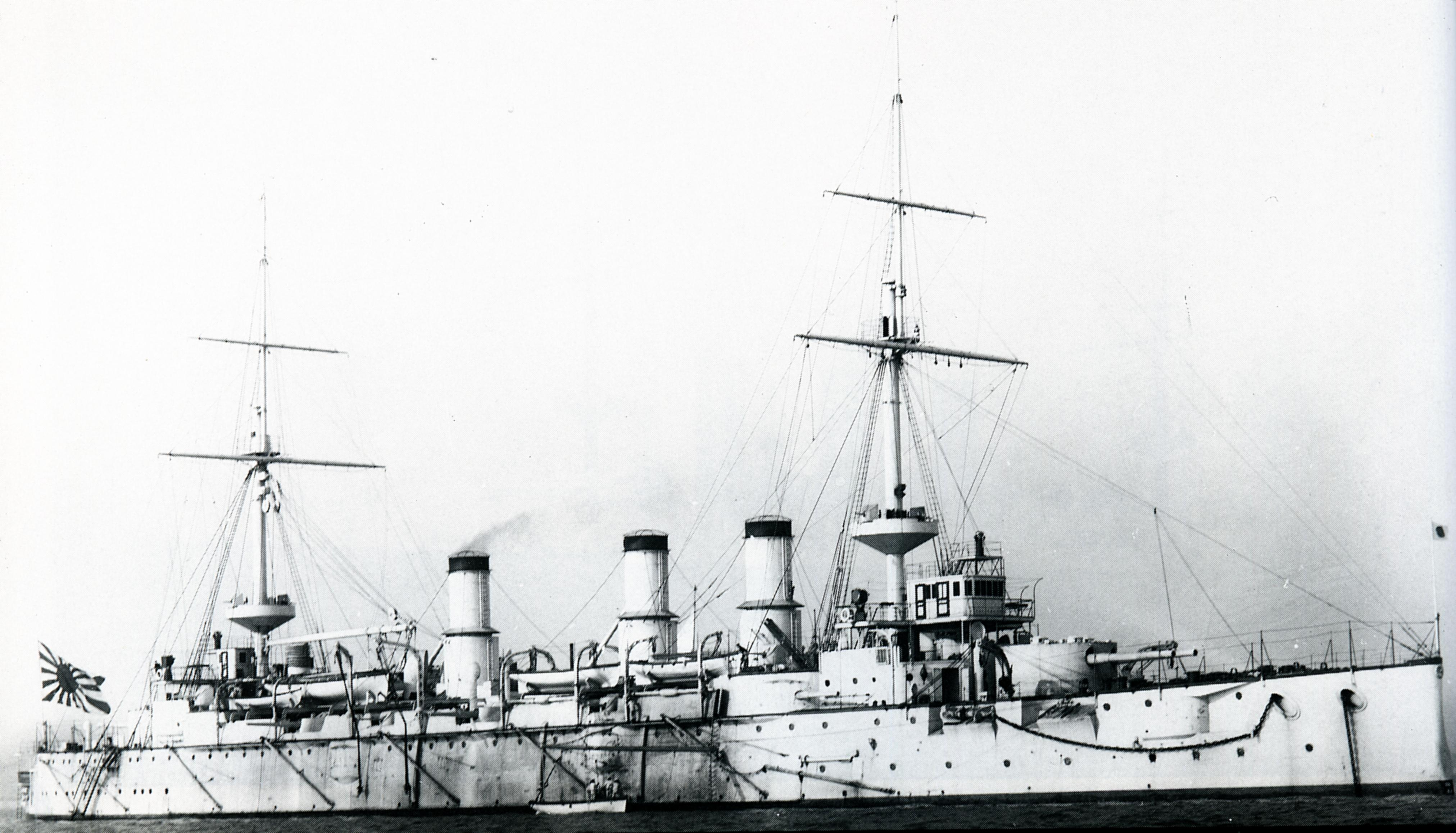
1900年停泊在英国朴茨茅斯港的吾妻号装甲巡洋舰

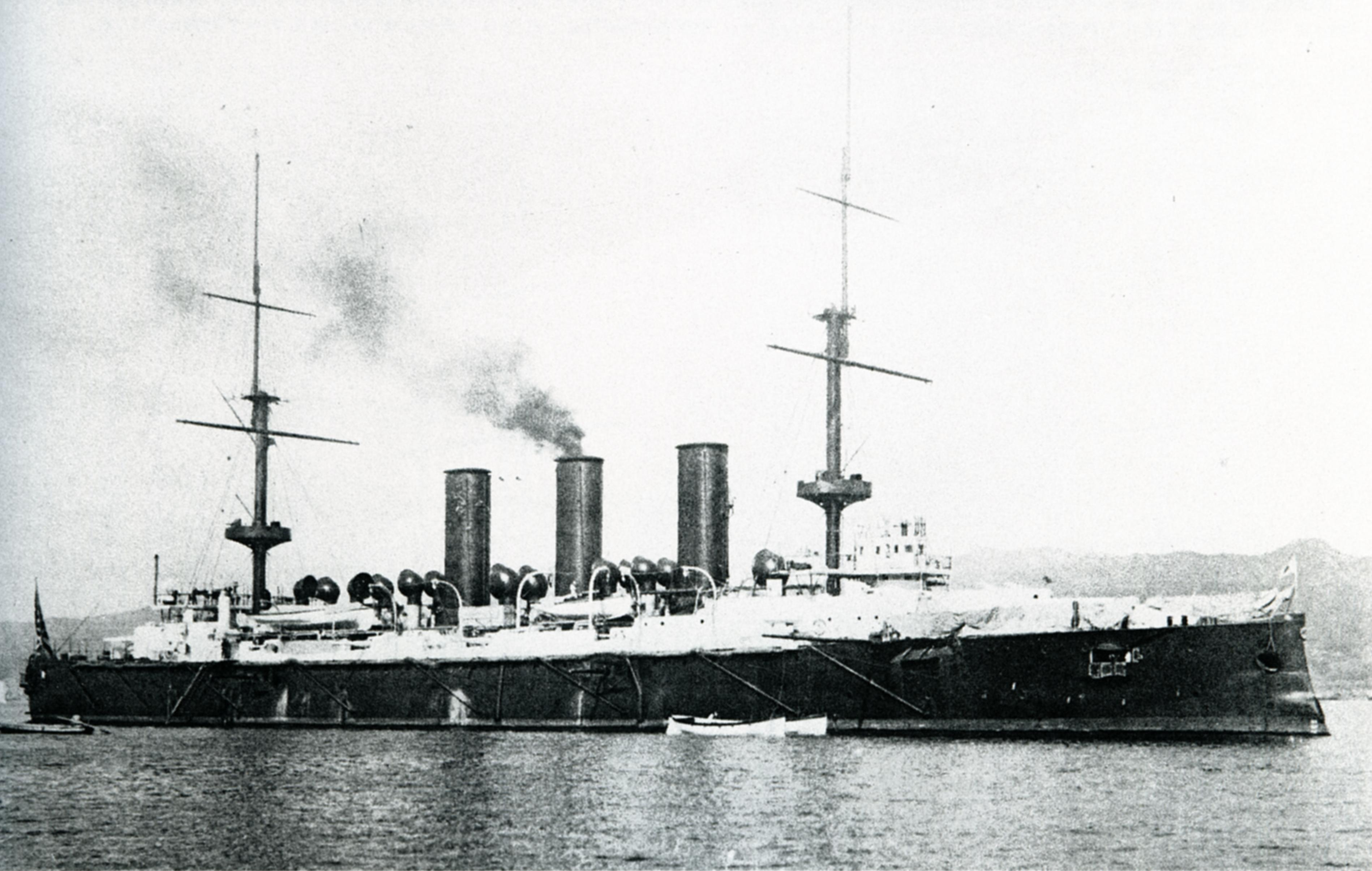
1901-1902年停泊于神户港的八云号装甲巡洋舰

由于八岛号战列舰和初濑号战列舰在日俄战争中触雷沉没，因此日本国会以“舰艇补足费”的名义紧急向海军省划拨了一笔造舰资金，用于建造2艘战列舰和4艘装甲巡洋舰。由于战时无法从国外购买军舰，因此这六艘新舰的设计和建造工作完全由日本独立进行，建造代号以天干、地支命名，即“甲号战舰”（安艺）、“乙号战舰”（萨摩）、“子号装甲巡洋舰”（筑波）、“丑号装甲巡洋舰”（生驹）和“寅号装甲巡洋舰”（鞍马）。“卯号装甲巡洋舰”没有建造，其预算被延用于建造比叡号战列巡洋舰。
日俄战争结束后，日本对其远东假想敌的次序作了一次调整。明治40年（1907年）的国防方针规定，日本的头号假想敌仍为俄国，其次则是美国。该方针规定日本的陆军平时应保持25个师团的规模，战时则应能够迅速扩充到50个师团。海军最低限度应以舰龄不满8年的8艘战列舰和8艘装甲巡洋舰为核心，此即“八八舰队”概念的发端。
除了六六舰队外，日本在日俄战争前后还购买或俘获了6艘战列舰和3艘装甲巡洋舰，至1905年，其舰队主力舰规模已达10艘战列舰（不含日俄战争中损失的2艘）及9艘装甲巡洋舰。然而由于英国无畏号战列舰的服役，海军主力舰设计进入了新的阶段，旧式战列舰变得过时。1906年9月28日，日本海军大臣斋藤实向首相西园寺公望提出了日俄战争后的“海军整备计划”，作为申请今后10年造舰拨款的依据。按照斋藤的规划，在1910年之前，海军的首要扩充目标是建造2万吨级战列舰3艘，1.8万吨级装甲巡洋舰4艘，4500吨级二等巡洋舰3艘，900吨级大型驱逐舰6艘，400吨级驱逐舰24艘，以及潜艇6艘。

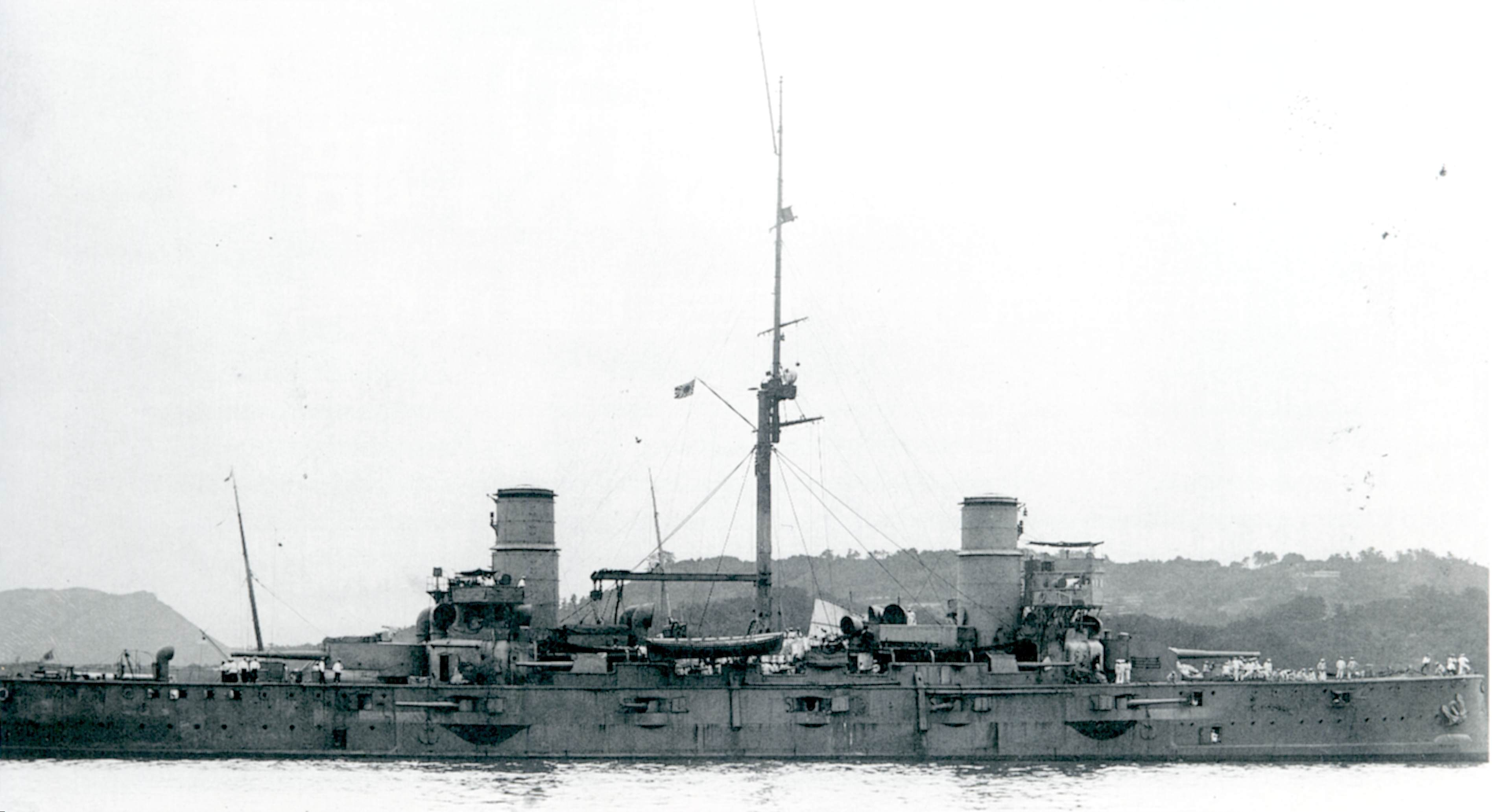
1905年停泊在佐世保港的春日号装甲巡洋舰

1906年12月，“海军整备计划”在第23届帝国议会提出，并获得通过。这届议会批准的海军造舰拨款分为两部分：“补充舰艇费”7658万日元，平均分为7年拨付，用于建造战列舰“河内”、“摄津”、一等巡洋舰“金刚”、二等巡洋舰“筑摩”、“矢矧”、“平户”，驱逐舰“海风”及“波-9”、“波-10”号潜艇；“舰艇补足费”6408万日元，分4年付清，用于完成战列舰“萨摩”、“安艺”和一等巡洋舰“筑波”、“生驹”、“鞍马”的建造工作，并新建一等巡洋舰“比睿”、二等巡洋舰“利根”、驱逐舰“山风”、“神风”、通报舰“淀”、“最上”和1至13号潜艇。此外还拨付“整备费”1亿1092万日元，用于战利舰的修复和军港建设，海军教育机构的扩展；“军舰建造及建设费”9986万日元，用于完成“香取”、“鹿岛”、“扶桑”、“伊吹”、“榛名”、“雾岛”等舰的建造。
1909年，英国开工建造搭载343毫米主炮的“猎户座”级战列舰和“狮”级战列巡洋舰，宣告了“超无畏舰时代”的来临。日本海军也修改了造舰计划。由于1907年海军规划中计划建造的4艘装甲巡洋舰此时尚未开工，日本海军决定修改设计、加大舰体和主炮，将其建造为日本首级“超无畏舰”，即金刚级战列巡洋舰。

## 八八舰队（1920年）

### 八四舰队案
1914年7月10日，海军大臣八代六郎向防务会议提交了“八八舰队案”第二阶段整备提要，即“八四舰队案”大纲，内中声称考虑到日本当前的财政现状，海军先以装备舰龄未满8年的战列舰8艘、战列巡洋舰4艘为扩充目标。同年10月3日，海军将“八四舰队案”的具体对策以“海军舰艇补充方针”的形式提交防务会议讨论。10月7日，防务会议以“在国力允许的限度内（建造军舰）”为前提批准了该案。
“海军舰艇补充方针”内容大致包括以下几点：一、将建造中的3艘战列舰（山城、伊势、日向）、6艘驱逐舰和2艘潜艇的补足建造费全部拨付到位；二、由于造舰技术日新月异，为了避免出现战斗力落后的情况，战列舰、战列巡洋舰、巡洋舰、炮舰等军舰以8年为一期，以服役满3期（24年）为最高舰龄；驱逐舰、潜艇和鱼雷艇以满2期（16年）为最高舰龄，军舰超过这一舰龄就必须退役，以新军舰代之；三、舰龄从竣工之日起计算；四、因战斗、事故等原因导致舰龄缩短的战舰，其服役年限可以相应缩短；五、根据本方针，需要补充的舰艇包括战列舰和战列巡洋舰12艘、巡洋舰16艘、驱逐舰和潜艇56艘。
当防务会议把“舰艇补充方针”提交给第35届国会讨论时再度引起纷争，一部分国会议员提出，国会刚刚否决了陆军提出的计划用于朝鲜防备的两个师的增师预算，却要批准海军的扩充案，未免说不过去。因已到年底，国会解散在即，不如将该案留给次年选举后的新国会解决。这样，日本海军申请增加预算的请求再次在国会搁浅，而此时第一次世界大战已经爆发，日本海军向青岛和德占太平洋岛屿出兵、向欧洲派出远征舰队，以及建造急需的16艘驱逐舰，都需要经费，这些钱最后以从临时军事费中划拨的形式得到解决。
1915年9月10日，海军大臣加藤友三郎向防务会议提出了上一年胎死腹中的“八四舰队案”，该案自大正五年（1916）开始、大正十二年（1923）结束，为期8年。其中，大正五年开工建造8艘舰艇，总预算4532万7819日元，同时筹建3个航空队，航空预算为63万日元；大正六年开工建造63艘舰艇，总预算2亿6152万2160日元。根据这个修改过的“八四舰队案”，该案完成后，日本海军将拥有8艘舰龄不满8年的一线战列舰，包括正在建造中的扶桑、山城、伊势、日向，以及分别在大正五年、六年、七年、九年（1916-1920）开工的长门、陆奥、加贺、土佐四艘战列舰。4艘新战列巡洋舰则为刚竣工的榛名、雾岛，以及分别在大正十年、十一年时达到8年舰龄的金刚、比睿二舰的代舰。这一批造舰计划之所以到大正十二年为止，是因为该年之后扶桑、山城、伊势、日向四舰都将陆续达到8年舰龄，转入二线，需要建造替换舰。
加上巡洋舰等辅助舰艇的建造费，“八四舰队案”需要的总经费为3亿6429万日元，其中头四年每年拨付4532万日元，同时，在大正五年（1916年）开工的战列舰长门和巡洋舰天龙、龙田的后续建造费588万日元需要立即得到批准。1915年年底，防务会议向第36届国会提出的就是这样一份申请。国会对此提出了几点质询意见：一、这个计划比明治四十年（1907）的“八八舰队案”少了4艘主力舰，需要的造舰费却大幅度增加；二、与战舰相比，辅助舰艇的数目是否过少？三、考虑到最近欧洲海战的结果，是否要作出舰型上的变化？加藤友三郎对国会提出的疑问一一答复：大正四年时代的战舰建造技术比明治四十年时有很大进步，单舰建造费上涨；辅助舰艇数目如何视战术上的需要而定，与主力舰之间没有一定的固定比例搭配；如果需要根据欧洲海战的结果做出战舰设计和技术上的变更，所需的经费将在已经拨付的预算中解决，不再提出另外的拨款要求。在这样的保证下，1916年2月，日本第36届国会最终批准了“八四舰队”建造案。
八四舰队案造舰计划（大正五年度造舰计划）：
- 战列舰1艘（26,924,404日元×1）
  - 长门级   长门（建成）
- 巡洋舰（小型）2艘（445万日元×2）
  - 天龙级   天龙、龙田（均建成）
- 驱逐舰（大型）1艘（2,028,415日元×1） 
  - 江风级   谷风（建成）
- 潜艇3艘（1,925,000日元×3）
  - 波9型（S型）：第14号（波9）（建成）
  - 吕11型（海中一型）：第19号（吕11）、第20号（吕12）（均建成）
- 特务舰1艘（150万日元×1） 
  - 洲崎（建成）

八四舰队案造舰计划（大正六年度造舰计划）：
- 战列舰3艘（26,925,404日元×3）
  - 长门级  陆奥（建成）
  - 加贺级  加贺（航母改造）、土佐（废弃）
- 战列巡洋舰2艘（24,691,480日元×2）
  - 天城级   天城（废舰）、赤城（航母改造）
- 巡洋舰9艘（轻型6,915,078日元×3；小型4,500,000日元×6）（实际建成8艘中巡、1艘小巡）
  - 球磨级  球磨、多摩、北上、大井、木曾
  - 长良级  长良、名取、五十铃
  - 夕张级  夕张
- 驱逐舰28艘（大型2,028,415日元×9；中型1,390,814日元×18，江风代舰879,316日元×1）
  - 峰风级  泽风、峰风、矢风、冲风、羽风、岛风、秋风、汐风、滩风（均建成）
  - 枞级  梨、竹、枞、榧、榆、栗、栂、柿、菊、葵、荻、薄、藤、蕨、菱、莲、蓼、堇（均建成）
  - 江风级  江风（建成）
- 潜艇18艘（1,925,000日元×18）
  - 吕13型（海中二型）：第22号（吕14）、第23号（吕13）、第24号（吕15）（均建成）
  - 吕51型（L1型）：第25号（吕51）、第26号（吕52）（均建成）
  - 吕53型（L2型）：第27-30号（吕53-56号）（均建成）
  - 吕3型（F2型）：第31号（吕3）、第32号（吕4）、第33号（吕5）（均建成）
  - 吕16型（海中三型）：第34-39号（吕16-21号）（均建成）
- 特务舰3艘（150万日元×3）（均建成）
  - 野间、能登吕、知床（后又挪用杂船建造费建造了布雷舰胜力，运输舰室户、野岛）
- 航空队
  - 横须贺3个航空队开队

### 八六舰队案
1915年制订的“八四舰队计划”预计到1923年装备舰龄未满8年的八艘战列舰和四艘战列巡洋舰。包括已经建成的以及接近完工的战列舰扶桑级2艘、伊勢级2艘，战列巡洋舰金刚级4艘。计划拨款建造战列舰长门、陸奧（长门级）、加贺、土佐（加贺级），以及战列巡洋舰天城、赤城（天城级），2艘天城级是该计划执行期间届时舰龄即将满8年的2艘金刚级的替代舰。1918年扩充为“八六舰队计划”，计划拨款建造战列巡洋舰爱宕、高雄（天城级）。为实现该计划，日本海军提出将预定于大正十二年（1923）竣工的陆奥等舰经费余额全部一次性拨付到位的要求。1917年1月，第37届国会因对寺内正毅内阁提出不信任案而解散，当年6月的临时国会批准了2亿6152万日元的预算要求。
1917年日本国会核准年度预算的时候，日本海军又提出了新的要求：根据前一年英德日德兰海战的结果，战列巡洋舰这一舰种被证明具有很大的价值，因此提出在1918年预算中增加2艘战列巡洋舰（榛名、雾岛代舰）的建造预算计64,814,128日元；根据海战结果，“比较能够发挥打击威力”的轻巡洋舰和驱逐舰也要多建造几艘，因此应该再加上长良、名取、五十铃等3艘轻巡洋舰、此外还有27艘驱逐舰、48艘潜艇和6艘特务舰的建造费183,948,155日元，以上“新舰建造费”合计为248,762,283日元。“考虑到顺应世界大势，海军军舰的战斗能力不能逊色于外国海军”，因此还要加上对已经开工的舰艇进行改建的“舰船改良费”42,796,701日元。此外再考虑日本参战以来物价腾贵的因素，再加上“物价差额”8,989,453日元。以上预算合计为3亿零54万8437日元。其时间跨度从大正七年（1918年）延续到大正十二年（1923年），预期在六年内完成。这就是作为八八舰队计划第二阶段的“八六舰队”案。
八六舰队案计划新建舰艇86艘，此外还通过了585万日元的航空队整备追加预算，计划在八四舰队案组建的3个航空队之外再装备5个航空队，达到8个航空队的总数。
到1917年通过“八六舰队”案时为止，日本海军现有的舰龄不满8年的主力舰有11艘，包括“超弩级”的战列舰扶桑号和4艘金刚级战列巡洋舰，以及半无畏级的战列舰萨摩、安艺、河内（次年7月即自爆沉没）、摄津，大型巡洋舰鞍马、伊吹。舰龄超过8年的有大型巡洋舰生驹（筑波号已于1917年1月14日自爆沉没）、战列舰香取、鹿岛、三笠、肥前、朝日、敷岛。正在建造中的有战列舰山城、伊势、日向。根据“八四舰队”和后续的“八六舰队”两案准备开工建造的新主力舰包括战列舰4艘、战列巡洋舰4艘。
八六舰队案造舰计划（大正七年度造舰计划）：
- 战列巡洋舰2艘（32407064日元×2）
  - 天城级   爱宕、高雄（均取消）
- 巡洋舰（中型）3艘（6019511日元×3）
  - 长良级  由良、鬼怒、阿武隈（均建成）
- 驱逐舰27艘（一等2208546日元×11，建成9艘；二等1562226日元×16，建成11艘。另有2艘一等驱逐舰和5艘二等驱逐舰因华盛顿条约而改变建造计划）
  - 峰风级  夕风、太刀风、帆风、野风、沼风、波风
  - 神风级  第1号（神风）、第3号（朝风）、第5号（春风）
  - 枞级  茑、苇、蓬
  - 若竹级   第2、4、6、8、10、12、16、18号（若竹、吴竹、早苗、早蕨、朝颜、夕颜、芙蓉、刈萱）
- 潜艇48艘（220万日元×48）
  - 一等潜艇：第44号（伊51）、第51号（伊52）
  - 二等潜艇：
    - 吕16型（海中三型）：第40-43号（吕22-25）
    - 吕26型（海中四型）：第45号（吕26）、第58号（吕27）、第62号（吕28）
    - 吕29型（特中型）：第68-71号（吕29-32）
    - 吕57型（L3型）：第46号（吕57）、第47号（吕58）、第57号（吕59）
    - 吕60型（L4型）：第59号（吕60）

  - 另有一等潜艇1艘（第52号）、二等潜艇26艘（第48-50、60、61、63-67、72-87号）、三等潜艇4艘（第53-56号）因华盛顿条约而改变建造计划
- 特务舰6艘（150万日元×6）
  - 第7号特务船（凤翔）（油船，后改建为航母）
  - 襟裳型给油船  襟裳、佐多、尻矢、鹤见、石廊
- 舰艇改造费
  - 战列舰：16651496日元
  - 战列巡洋舰：17431168日元
  - 大型巡洋舰：641660日元
  - 中型巡洋舰：142325日元
  - 一等驱逐舰：1441048日元
  - 二等驱逐舰：2914004日元
  - 潜艇：3575000日元
- 航空队
  - 横须贺航空队扩充；佐世保航空队开队

### 八八舰队案
日本海军到1920年形成最终的“八八舰队计划”，到计划完成时的1927年，届时扶桑级、伊勢级、金刚级的舰龄将满8年，该计划在战列舰长门级2艘、加贺级2艘，战列巡洋舰天城级4艘的基础上，再拨款建造4艘战列舰，4艘战列巡洋舰。最终的八八舰队计划舰：1号舰长门（服役）、2号舰陆奥（服役）、3号舰加贺（接替天城改建成航空母舰）、4号舰土佐（终止）、5号舰天城（计划改建成航空母舰，在大地震中损坏后拆毁）、6号舰赤城（改建成航空母舰）、7号舰爱宕（终止）、8号舰高雄（终止）、9号舰纪伊、10号舰尾张、11号舰（骏河？）、12号舰（近江？）、13号舰～16号舰未命名。八八舰队计划除主力舰的建造计划以外，还包括巡洋舰、驱逐舰、潜艇、特务舰和海军航空队的建造和组建计划。
1919年6月，日本海军向防务会议提出了新的预算拨款要求：从大正十二年到大正十五年（1923-1926年），扶桑级和伊势级这两级战列舰将满8年舰龄，变为二线战舰，金刚级战列巡洋舰也满8年舰龄；到大正十六年（1927，实际上日本在1926年就改元昭和了），不满8年舰龄的只有搭载16英寸舰炮的长门级2艘、加贺级2艘和天城级4艘.因此从1920年到1927年这7年的时间里，需要再增建4艘4.1万吨级的战列舰（纪伊、尾张、11号舰、12号舰）和4艘4.1万吨级战列巡洋舰，这样才能实现巩固日本帝国海上安全的目标。
除了主力舰的更新外，“八八舰队”案还准备建造2艘12500吨的翔鹤级航空母舰（航母凤翔号的扩大改型，并非二战当中的翔鹤级），4艘8000吨级的重型巡洋舰，8艘5500吨级輕型巡洋舰，22艘1350吨级一等驱逐舰，10艘850吨级二等驱逐舰，28艘1000吨级大型潜艇，用于中国方面警备的1艘1000吨级航洋炮舰和4艘300吨级内河炮舰，2艘14500吨级的水雷母舰（鱼雷艇母舰），1艘3000吨级敷设舰（布雷舰），6艘7500吨级给油舰，6艘700吨级扫海舰（扫雷舰）。此外，海军航空兵由“八六舰队”案规划的8个航空队扩充至17队，其中15队为战斗队，2队为训练队。
根据日本海军的估算，长门级战列舰单舰造价为2692万日元，天城级战列巡洋舰单舰造价为2469万日元。考虑到海军技术的更新，以及物价上涨的因素，新建8艘主力舰单舰造价肯定要提高。按照海军舰政本部和造船厂的估算，纪伊型战列舰单舰造价为3645万日元（实际上在日本海军提交给国会的预算报表里，纪伊级的估算造价比这个要高），第八号型战列舰的造价为3742万日元，相当于同时期建造的峰风型驱逐舰单价的17倍。再加上新建12艘轻巡洋舰、32艘驱逐舰、以及其他辅助舰艇如潜艇、炮舰的建造费用，合计为6亿8036万日元。加上物价因素在内，实际需要的拨款达7亿6111万日元之巨。而在提出该计划的1919年，日本国会审批的下一年度全国财政预算只有14亿4172万日元。
1919年12月，防务会议将“八八舰队”案提交给第42届国会，但该届国会于次年2月解散，因此该预算案未成立。1920年6月，日本众议院召开第43届国会，防务会议再度提出此案，终于得到批准，预计到1927年完成。如此浩大的海军军备扩充对当时的日本经济形成严重的负担，1921年日本只能响应美国方面的倡议，在华盛顿召开旨在限制海军军备的会议。
由于1922年华盛顿海军条约的签定，终止了新的主力舰的建造，使该计划被终止执行。八八舰队计划舰仅战列舰长门级2艘建成。加贺级2艘、战列巡洋舰天城级4艘以及尚未开工的战列舰纪伊级都被中止建造。天城级已开工进度最快的两艘舰天城、赤城按照华盛顿海军条约的规定准许被改装成航空母舰。华盛顿会议中，美国、英国要求日本销毁已下水接近完工的陆奥号战列舰，但在日本的强硬态度下，最终陆奥得以建成。
八八舰队案造舰计划（大正九年度造舰计划）：
- 战列舰4艘（37248500日元×4）（均取消）
  - 纪伊级   纪伊、尾张、第11号战列舰、第12号战列舰
- 战列巡洋舰4艘（37424800日元×4）（均取消）
  - 第八号型   第8号-第11号战列巡洋舰（即十三号型战列巡洋舰）
- 航空母舰2艘（7187500日元×2）（未建）
  - 翔鹤、未定名舰1艘（此翔鹤号为凤翔号扩大改型，排水量12500吨。此二舰均取消建造，其预算日后被流用，演变为飞龙号及苍龙号航母）
- 大型巡洋舰4艘（8039200日元×4）
  - 因华盛顿条约而取消建造，预算后用于建造2艘古鹰及2艘青叶级重巡洋舰
- 中型巡洋舰8艘（6019750日元×8）
  - 川内级  川内、神通、那珂、加古（改为重巡洋舰）（绫濑、水无濑、音无濑及一艘未定名舰取消建造）
- 驱逐舰32艘（一等2208465日元×22，建成2艘；二等1562215日元×10，全部取消）
  - 神风级  第7号（松风）、第9号（旗风）
- 潜艇28艘（275万日元×28）
  - 全部因华盛顿条约而改变建造计划
- 炮舰5艘（航洋炮舰1艘，1094500日元×1；内河炮舰4艘，328350日元×4）（均建成）
  - 安宅
  - 势多级   势多、比良、保津、坚田
- 水雷母舰2艘（290万日元×2）
  - 迅鲸级   迅鲸、长鲸（后改变用途，以潜艇母舰身份完工服役，排水量也因华盛顿条约限制，由原计划的1.45万吨减至1万吨）
- 敷设舰1艘（150万日元×1）
  - 因华盛顿条约改变建造计划
- 工作舰1艘（285万日元×1）
  - 因华盛顿条约改变建造计划
- 给油舰6艘（225万日元×6）
  - 隐户、鸣户、早柄（神威号改为水机母舰，大泊号改为破冰船，间宫号改为给粮船）
- 扫海舰6艘（70万日元×6）
  - 因华盛顿条约改变建造计划
- 航空队
  - 扩充至实战十五队（横须贺和佐世保各五队，吴四队，舞鹤一队）、训练二队的实力

八八舰队主力舰：
- 一号舰：战列舰长门（第三号战舰）（长门级）
- 二号舰：战列舰陆奥（第四号战舰）（长门级）
- 三号舰：战列舰加贺（第五号战舰）（加贺级）
- 四号舰：战列舰土佐（第六号战舰）（加贺级）
- 五号舰：战列巡洋舰天城（第四号巡洋战舰）（天城级）
- 六号舰：战列巡洋舰赤城（第五号巡洋战舰）（天城级）
- 七号舰：战列巡洋舰爱宕（第六号巡洋战舰）（天城级）
- 八号舰：战列巡洋舰高雄（第七号巡洋战舰）（天城级）
- 九号舰：战列舰纪伊（第七号战舰）（纪伊级）
- 十号舰：战列舰尾张（第八号战舰）（纪伊级）
- 十一号舰：战列舰骏河（第九号战舰）（纪伊级）
- 十二号舰：战列舰近江（第十号战舰）（纪伊级）
- 十三号舰：第八号巡洋战舰（十三号型）
- 十四号舰：第九号巡洋战舰（十三号型）
- 十五号舰：第十号巡洋战舰（十三号型）
- 十六号舰：第十一号巡洋战舰（十三号型）

此外由战列舰扶桑、山城、伊势、日向，战列巡洋舰金刚、比叡、榛名、雾岛组成二线战队，实际形成“八·八·八舰队”。

## 1886-1920年日本海军主力舰建造谱系
| 军备时期 | 军备扩充案              | 预算名义         | 造舰代号 | 舰名                                                      | 舰种                              | 备注 |
| -------- | ----------------------- | ---------------- | --- | --------------------------------------------------------- | --------------------------------- | --- |
| 对清军备 | 第1期军备扩张 1886-1889 | 特别费（公债）   | 无 | 松岛 严岛 桥立                                            | 海防舰                            | 三景舰 |
| 对清军备 | 第2期军备扩张 1889-1894 | 军舰建造费       | 无 | 富士 八岛                                                 | 战列舰                            | |
| 对俄军备 | 第1期海军扩张 1896      | 海军扩张费       | 无 | 敷岛 朝日 浅间 常磐 八云 吾妻                             | 前无畏战列舰 装甲巡洋舰           | 六六舰队 |
| 对俄军备 | 第2期海军扩张 1897      | 海军扩张费       | 无 | 初濑 三笠 出云 磐手                                       | 前无畏战列舰 装甲巡洋舰           | 六六舰队 |
| 对俄军备 | 第3期海军扩张 1897      | 军舰建造费       | 第一号甲铁战舰 第二号甲铁战舰 第三号甲铁战舰 第一号装甲巡洋舰 第二号装甲巡洋舰 第三号装甲巡洋舰                                         | 鹿岛 香取 (扶桑) 伊吹 (榛名) (雾岛)                       | 前无畏战列舰 未建 大型巡洋舰 未建 | 三三舰队追加案 |
| 对俄军备 | 紧急购舰 1903           | 舰艇补足费       | 无 | 春日 日进                                                 | 装甲巡洋舰                        | 日俄战争爆发前的紧急外购舰 |
| 对俄军备 | 新设临时军事费 1904     | 舰艇补足费       | 甲号战列舰 乙号战列舰 子号装甲巡洋舰 丑号装甲巡洋舰 寅号装甲巡洋舰 卯号装甲巡洋舰                                                       | 萨摩 安艺 筑波 生驹 鞍马 (比叡)                           | 准无畏战列舰 大型巡洋舰 未建      | 实际建造2艘战列舰和3艘大型巡洋舰 |
| 对俄军备 | 减价补偿费 1907         | 补充舰艇费       | 伊号战列舰 吕号战列舰 伊号装甲巡洋舰 | 河内 摄津 (金刚)                                          | 准无畏战列舰 未建                 | |
| 对美军备 | 新设造舰费 1910         | 军舰建造及建设费 | 第四号甲铁战舰 第五号甲铁战舰 第六号甲铁战舰 第三号战舰                                                                                 | 山城 伊势 日向 长门                                       | 战列舰                            | 长门为八八舰队1号舰 |
| 对美军备 | 第3期海军扩张 1910      | 军舰建造费       | 第三号甲铁战舰 伊号装甲巡洋舰 卯号装甲巡洋舰 第二号装甲巡洋舰 第三号装甲巡洋舰                                                          | 扶桑 金刚 比叡 榛名 雾岛                                  | 战列舰 战列巡洋舰                 | 沿用1897年第3期海军扩张旧预算 |
| 对美军备 | 八四舰队案 1917         | 军备补充费       | 第四号战舰 第五号战舰 第六号战舰 | 陆奥 加贺 土佐                                            | 战列舰                            | 八八舰队2号舰 八八舰队3号舰 八八舰队4号舰 |
| 对美军备 | 八六舰队案 1918         | 军备补充费       | 第四号巡洋战舰 第五号巡洋战舰 | 天城 赤城                                                 | 战列巡洋舰                        | 八八舰队5号舰 八八舰队6号舰 |
| 对美军备 | 八八舰队案 1920         | 军备补充费       | 第七号战舰 第八号战舰 第九号战舰 第十号战舰 第六号巡洋战舰 第七号巡洋战舰 第八号巡洋战舰 第九号巡洋战舰 第十号巡洋战舰 第十一号巡洋战舰 | 纪伊 尾张 骏河 近江 高雄 爱宕 13号舰 14号舰 15号舰 16号舰 | 战列舰 战列巡洋舰                 | 八八舰队7号舰 八八舰队8号舰 八八舰队9号舰 八八舰队10号舰 八八舰队11号舰 八八舰队12号舰 八八舰队13号舰 八八舰队14号舰 八八舰队15号舰 八八舰队16号舰 |

## 1980年代的八八舰队
1986年日本海上自衛隊参加演习时派出一支由八艘护卫舰和八架反潜直升机组成的舰队，也称为八八舰队。日本海上自衛隊所使用之術語中，「八八艦隊」是指日本海上自衛隊將其主力編組成三個水面打擊群（現為四個），每一個打擊群都是由八艘水面艦以及八架艦載反潜直升机所編成，因此日本海上自衛隊便沿用其大日本帝國海軍之舊名，將此種編組稱為「八八艦隊」。
但是當日後日本海上自衛隊對將其水面打擊群兵力擴充，再加入一艘擁有神盾戰鬥系統的，此型艦雖有直昇機甲板但無法維護，可是新編入的DDH能攜帶並維護三架直昇機，故艦隊能使用的直昇機增為10架，儘管此時編組兵力已經成為九艦十機，但实际上主要目的还是近海防御，故日本海上自衛隊並未將其改稱為「九十艦隊」，沿用了「八八艦隊」稱呼其水面打擊群。